# Автомагістраль G10 Суйфеньхе–Маньчжурія
Автомагістраль Суйфеньхе–Маньчжурія (кит.: 绥芬河－满洲里高速公路), яка позначається як G10 і зазвичай називається швидкісною магістраллю Суйман (кит.: Chinese绥满高速公路) — швидкісна дорога, що з'єднує міста Суйфеньхе, Хейлунцзян, Китай, і Маньчжурію, Внутрішня Монголія. Після повного завершення буде мати 1,520 км у довжину. В даний час швидкісна дорога повністю завершена в провінції Хейлунцзян, від Суйфеньхе до північного заходу від Циціхара. Ділянка у Внутрішній Монголії, від Арун Баннер до Маньчжурії, знаходиться на стадії планування і ще не побудована.
Обидва кінці швидкісної дороги закінчуються в прикордонних з Росією містах. Суйфеньхе — місце перетину кордону з російським населеним пунктом Пограничний у Приморському краї. Маньчжурія знаходиться через кордон із Забайкальськом у Забайкальському краї. Швидкісна дорога проходить паралельно більшій частині Китайській національній магістралі 301, шосе, що з’єднує Суйфеньхе та Маньчжурію, і Китайсько-Східної залізниці між двома містами.
Вся швидкісна автомагістраль є частиною Азійської магістралі 6.